# Almatur
Biuro Podróży i Turystyki „Almatur−Polska” Spółka Akcyjna – polskie przedsiębiorstwo turystyczne utworzone w 1956 roku.

## Opis
Główną działalnością biura były wycieczki szkolne i studenckie oraz prowadzenie baz turystycznych w górach. Wydawało również międzynarodowe legitymacje zniżkowe dla studentów ISIC i PTSM. Sprzedawane były także bilety lotnicze oraz bilety kolejowe dla grup (transport krajowy i międzynarodowy).
Współcześnie Almatur jest przedsiębiorstwem zajmującym się obsługą ruchu turystycznego w Polsce i za granicą. Organizuje obozy młodzieżowe i zimowiska, wczasy narciarskie oraz wycieczki.